# Iulian Raicea
Iulian Raicea, né le 4 mars 1973 à Bucarest, est un tireur sportif roumain.

## Carrière
Iulian Raicea participe aux Jeux olympiques de 2000 à Sydney et remporte la médaille de bronze dans l'épreuve du pistolet 25 mètres.